# Great Jazz Standards

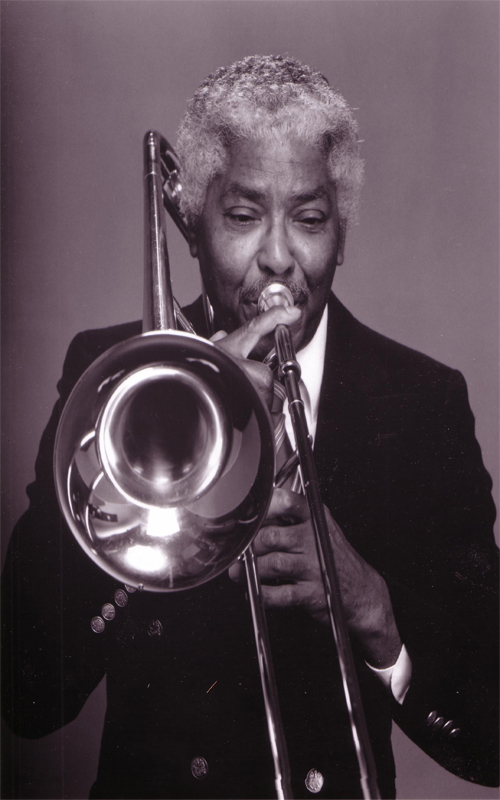
Jimmy Cleveland

Great Jazz Standards ist ein Jazz-Album von Gil Evans. Es wurde am Anfang des Jahres 1959 und am 5. Februar 1959 in New York City aufgenommen und bei Pacific Jazz veröffentlicht.

## Das Album
Nach New Bottle, Old Wine – The Great Jazz Composers war Great Jazz Standards ein weiteres Album des Bandleaders, Arrangeurs, Komponisten und Pianisten Gil Evans, das dessen Arrangements bekannter Jazzstandards enthielt. Die Sessions fanden nach einem zweiwöchigen Engagement des Evans-Orchesters im New Yorker Jazzclub Birdland statt. Evans hatte Arrangements bekannter Kompositionen geschrieben, die von Bix Beiderbecke, Thelonious Monk, Don Redman, John Lewis und Clifford Brown stammten. Für die Produktion gewann Evans einige neue Musiker, wie Elvin Jones und Budd Johnson; weitere Musiker wie Steve Lacy, Johnny Coles, Bill Barber, Jimmy Cleveland, Louis Mucci oder Al Block hatten schon bei vorangegangenen Evans-Produktionen mitgewirkt.
Stephanie Stein Crease weist darauf hin, dass „dieses Album, wie auch New Bottle, Old Wine, durch einen starken rhythmischen Drive gekennzeichnet ist, der nicht oft mit Evans Arbeit assoziiert wird, den hier in den meisten Titeln Elvin Jones beisteuert.“
Der erste Titel Davenport Blues stellt den Trompeter Johnny Coles heraus; die tiefen Voicings der Blechbläser rufen Evans’ Zusammenarbeit mit Miles Davis bei Porgy and Bess in Erinnerung. Straight No Chaser eröffnet Evans mit einer Einleitung, die mit ihren Synkopen und Wiederholungen an den Komponisten des Stücks, Thelonious Monk erinnert. Solisten sind Coles, Lacy und Curtis Fuller. Die Ballade Ballad of the Sad Young Men beginnt der Pianist mit einem Blues-Motiv; Solist in dem Spiritual-beeinflussten Titel ist Posaunist Jimmy Cleveland. Nach dem kurzen Bop-orientierten Joy Spring folgt der John-Lewis-Klassiker Django; Gil Evans spielt ihn am Piano als Reminiszenz an das Spiel von Lewis und Milt Jackson im Modern Jazz Quartet im Dialog mit Steve Lacy. Ein weiteres Duett von Johnny Coles und Lacy mündet in die Choral-artige Wiederholung des Anfangs. Chant of the Weed eröffnet mit Budd Johnsons Klarinette; der Rest des Titels wechselt zwischen den Charakteristika des Don-Redman-Originals und Budd Johnsons Klarinettenspiel. Der letzte Titel Theme – die Ur-Version von La Nevada, das Evans 1960 auf Out of the Cool erneut einspielte – beginnt mit einer von Evans gespielten Riff-Figur, die von Elvin Jones begleitet wird. Auf dem Thema basiert das Solo Budd Johnsons auf dem Tenorsaxophon. Ein weiteres, Blues-beeinflusstes Solo hat der Gitarrist Ray Crawford; dann folgt Elvin Jones’ Schlagzeug mit polyrhythmischen Figuren. Das Thema kehrt mit dem abschließenden Ensemble-Spiel zurück.
Evans hatte das stark improvisatorisch angelegte La Nevada mit seiner Band live im Birdland ausgearbeitet. Dies war eines der Titel, die lange im Bandrepertoire bleiben und als Vehikel für die Improvisationen der Solisten und das Ensemblespiel dienen sollten. Das Arrangement dieses modalen Themas schloss einige orchestrale Passagen und Riffs ein, die Gil Evans mit seinem Pianospiel einführte, „um den Solisten zum Schmieden des musikalischen Dramas zu führen. Diese Art von Arrangement – die eine sensibilisierte Partizipation aller Musiker und nicht nur des momentanen Solisten – wurde in Gil [Evans’] Arbeit zunehmend üblich.“ Das Stück wurde später das Erkennungsthema seiner Bigband; weitaus ausgedehnter wurde es auf dem Folgealbum Out of the Cool aufgenommen.

## Rezeption
Im Allmusic verlieh Scott Yanow dem Album 4 Sterne und konstatierte: „ […] this Gil Evans set has colorful arrangements of five jazz standards plus Ballad of the Sad Young Men and Evans’ Theme. […] Evans contributes some very memorable written ensemble passages, most notably on Straight No Chaser. In addition to Lacy and Johnson, the main soloists are trumpeter Johnny Coles, trombonists Curtis Fuller and Jimmy Cleveland, and guitarist Ray Crawford. Highly recommended.“
Auch Ian Carr hebt im Jazz – Rough Guide das Album als eines der bedeutendsten in der Diskographie des Bandleaders hervor; „Evans’ Verehrung der gesamten Jazz-Tradition strahlt von dem brillanten Album aus.“

## Titelliste
- Gil Evans – Great Jazz Standards (World Pacific WP 1270)
  1. Davenport Blues (Bix Beiderbecke) – 4:26
  2. Straight No Chaser (Thelonious Monk) – 6:19
  3. Ballad of the Sad Young Men (Fran Landesman, Tommy Wolf) – 4:00
  4. Joy Spring (Clifford Brown) – 2:48
  5. Django (John Lewis) – 8:06
  6. Chant Of The Weed (Don Redman) – 4:25
  7. La Nevada [a.k.a Theme] (Gil Evans) – 6:17
- Das Album wurde in New York City am 5. Februar 1959 (Titel 3, 4, 6 & 7) und Anfang 1959 (Titel 1, 2 & 5) aufgenommen.